# Геза Анда
Геза Анда (угор. Géza Anda; 19 листопада 1921, Будапешт — 13 червня 1976, Цюрих) — угорський піаніст, диригент і педагог. Знаменитий інтерпретатор класичного і романтичного репертуару, особливо відомий своїми виступами і записами творів Моцарта, Бетховена, Шумана, Брамса і Бартока. Його виконавська майстерність поєднувалося з природною і бездоганною технікою.

## Біографія
Навчався в Музичній академії Ференца Ліста спершу у Імре Штефаньяї, Емануеля Хедьї і Імре Кеері-Санто, потім у Ернста фон Донаньї і Золтана Кодая, після закінчення якої (1939) дебютував у Будапешті Другим концертом Брамса (під керівництвом Віллема Менгельберга). Продовжив навчання в Берліні.
У 1943 р. виїхав у Швейцарію, де залишився до кінця життя (швейцарське громадянство отримав в 1954 році). З 1951 року брав участь у Зальцбурзьких фестивалях. В 1959—1968 роках керував курсами фортепіанної майстерності в Люцернській консерваторії. З 1969 року вів курс інтерпретації в Цюриху.
За життя користувався винятковим визнанням. Гастролював у Європі, Північній і Південній Америках, в Австралії. У 1953—1958 виступав у фортепіанному дуеті з Кларою Хаскіл.
Вільгельм Фуртвенглер назвав його «трубадуром клавіру». Особливо цінувалися його інтерпретації творів Моцарта (він виконував всі 27 фортепіанних концертів), Бетховена, Шумана, Брамса, Бартока.
Нерідко виступав і як диригент; концертами Моцарта диригував, перебуваючи за роялем, як і його вчитель Едвін Фішер.
Більшість записів зроблені Deutsche Grammophon.
Помер 14 червня 1976 року від раку стравоходу.

## Пам'ять
Після ранньої смерті Анди його слава дещо зів'яла, однак міжнародний конкурс піаністів його імені, що проводиться з 1979 р. у Цюриху сприяє відродженню інтересу до творчості музиканта.